# Prove di volo (album)
Prove di volo è un album di Goran Kuzminac del 1981, ripubblicato in CD nel 1998 con 3 bonus track.

## Tracce
LATO A
1. Prove di volo - 1:22
2. Stella del nord - 3:57
3. Donne di musica - 3:41
4. Tiritera - 3:39
5. 1890 - 3:16
6. Piccola storia privata - 1:36

LATO B
1. Mordi la vita - 3:33
2. Il vaso di Pandora - 3:33
3. Falce di luna - 4:43
4. Andando a est - 3:52
5. Il tempo della notte, del lupo, della spada - 3:41
6. Tuba solo - 1:19

BONUS TRACK CD
1. Inserto musicale n.1 - 0:45 (bonus track 1998)
2. Inserto musicale n.2 - 1:12 (bonus track 1998)
3. Io - 3:38 (bonus track 1998)

## Formazione
- Goran Kuzminac – voce, chitarra
- Del Newman – batteria, percussioni, vibrafono, pianoforte, Fender Rhodes
- Mike Fraser – tastiera
- Rosario Jermano – batteria, percussioni
- Maurizio Galli – basso
- Vito Vallini – violoncello
- Giancarlo Maurino – sax
- Douglas Meakin, Grazia Di Michele, Andrea Mary Smith – cori